# Marathon van Rome 2010
De marathon van Rome 2010 vond plaats op zondag 21 maart 2010. Het was de zestiende editie van deze marathon. Aan het evenement namen ongeveer 15.000 lopers deel. Naast een hele marathon was er ook een wedstrijd over de halve marathon.
De wedstrijd bij de mannen werd gewonnen door de Ethiopiër Siraj Gena in 2:08.39. In de laatste fase van de wedstrijd schudde hij de twee Kenianen Benson Barus en Nixon Machichim van zich af. In de stijl van Abebe Bikila trok hij 500 meter voor de eindstreep zijn schoenen uit en hij sprintte over de finish. Hij bleef hiermee boven het parcoursrecord van 2:07.17 en streek 5000 euro aan prijzengeld op. Bij de vrouwen schreef zijn landgenote Firehiwot Dado de wedstrijd op haar naam met een tijd van 2:25.28.
Een 55-jarige Belgische loper overleed tijdens de wedstrijd aan een hartaanval. In totaal hadden 50 lopers medische hulp nodig, waarvan er vijf werden overgebracht naar een ziekenhuis.

## Uitslagen

### Mannen
| rang   | naam                     | land | tijd    |
| ------ | ------------------------ | ---- | ------- |
| Goud   | Siraj Gena               | ETH  | 2:08.39 |
| Zilver | Benson Barus             | KEN  | 2:09.00 |
| Brons  | Nixon Machichim          | KEN  | 2:09.08 |
| 4      | Kedir Fikadu             | ETH  | 2:09.15 |
| 5      | Shume Hailu              | ETH  | 2:11.48 |
| 6      | Nicolas Manza Kamakya    | KEN  | 2:12.19 |
| 7      | Migidio Bourifa          | ITA  | 2:12.34 |
| 8      | Abdullah Dawit           | ETH  | 2:12.36 |
| 9      | Tafa Megersa Gosa        | ETH  | 2:13.02 |
| 10     | Alemayehu Ameta Balachew | ETH  | 2:13.25 |

### Vrouwen
| rang   | naam               | land | tijd    |
| ------ | ------------------ | ---- | ------- |
| Goud   | Firehiwot Dado     | ETH  | 2:25.28 |
| Zilver | Haile Kebelush     | ETH  | 2:25.31 |
| Brons  | Mare Dibaba        | ETH  | 2:25.38 |
| 4      | Tatyana Filoniuk   | UKR  | 2:26.24 |
| 5      | Gelete Fate        | ETH  | 2:28.58 |
| 6      | Tiruwork Mekonnen  | ETH  | 2:31.17 |
| 7      | Almaz Balcha       | ETH  | 2:33.20 |
| 8      | Živilė Balčiūnaitė | LTU  | 2:35.31 |
| 9      | Biruk Tilahun      | ETH  | 2:35.57 |
| 10     | Vira Ovcharuk      | UKR  | 2:37.49 |

1982 ·
1983 ·
1984 ·
1985 ·
1986 ·
1987 ·
1988 ·
1989 ·
1990 ·
1991 ·
1995 ·
1996 ·
1997 ·
1998 ·
1999 ·
2000 ·
2001 ·
2002 ·
2003 ·
2004 ·
2005 ·
2006 ·
2007 ·
2008 ·
2009 ·
2010 ·
2011 ·
2012 ·
2013 ·
2014 ·
2015 ·
2016 ·
2017